# 크리스찬 볼

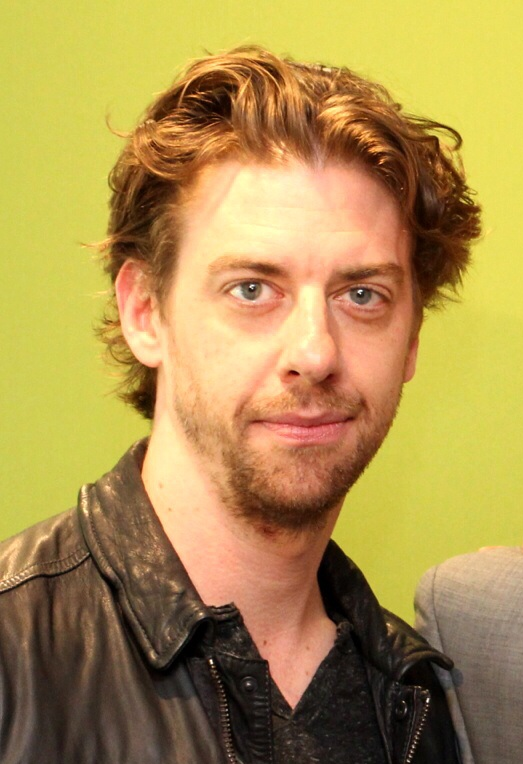

크리스천 보럴(Christian Borle, 1973년 10월 1일 ~ )은 미국의 배우이다.
피츠버그에서 태어났다.

## 출연 작품

### 영화
- 바운티 헌터 (2010)

### 텔레비전
- 스매쉬 (2012-13)